# EpiVacCorona
EpiVacCorona（エピバックコロナ、ロシア語: ЭпиВакКорона, ラテン EpiVakKorona）は、ロシアのベクター・インスティテュートが開発したCOVID-19ワクチンである。EpiVacCoronaワクチンは、ウイルス合成ペプチド抗原から抽出されたフラグメント（断片）を含んでいる。この抗原を用いたワクチンは、COVID-19に対する免疫反応を誘発し、免疫のさらなる活性化を促進する。

## 説明
EpiVacCoronaは、ペプチド抗原に基づくワクチンである。したがって、このワクチンは生きたウイルスを含まず、人工的に合成されたペプチドを使用することで免疫を形成する。

## 開発
2020年3月、ロシアの科学者が新型コロナウイルス感染症のワクチン試作品のテストを開始し、最も効果的なものを6月に発表する計画であると、ベクター・インスティテュートの研究所長が語ったと報じられた。その試作品ができて、動物実験が始まった。
2020年7月、ベクター・インスティテュートの研究者は、COVID-19の原因となるSARS-CoV-2ウイルスが、72時間以内に常温の水中で死滅する可能性があることを発見し、パンデミック時の病気に関するさらなる研究に役立っている。

## 承認
2020年10月14日、ウラジーミル・プーチン大統領はワクチンが承認されたと発表した。

## 疑問と懸念
ロシア連邦消費者権利・人間福利保護管理庁（Rospotrebnadzor、ロシア消費監督庁と略す）は100％の有効性を主張しているが、現在のところ試験に関する出版物はない。
ジャーナリストや一般市民から多くの懸念が寄せられた。EpiVacCorona第III相臨床試験の登録後、被験者は、保健省、ロシア消費監督庁、ベクター・インスティテュートに公開書簡を送った。彼らのサンプルでは、研究への参加を記録した人のうち50%以上が抗体検査で陰性を示したが、プラセボ投与を受けたのは25%の人だけであったと彼らは主張している。ベクター・インスティテュートは、必要な抗体を自身の検査システムでのみ検出できるとしているが、それは秘密にされている。
このワクチンは、2020年12月7日に特許を取得した。著者は12名で、うち1名はロシア消費監督庁のトップの名前であり、ワクチン候補を承認する政府組織であるため、問題となる可能性がある。